# 2492 Kutuzov
2492 Kutuzov (1977 NT) là một tiểu hành tinh vành đai chính được phát hiện ngày 14 tháng 7 năm 1977 bởi N. Chernykh ở Nauchnyj.